# Tamayomi
Tamayomi (球詠?) es un manga escrito e ilustrado por Mountain Pukuichi, serializado en la revista Manga Time Kirara Forward de Hōbunsha desde abril de 2016. Ha sido recopilado en ocho volúmenes tankōbon hasta la fecha.
Una adaptación a serie de televisión anime producida por Studio A-Cat fue emitida entre el 1 de abril y el 17 de junio de 2020.

## Sinopsis
La historia se centra en la lanzadora Yomi Takeda. En secundaria, su club de béisbol no llegó muy lejos porque carecía de una cácher que pudiera atrapar la «bola mágica» de Yomi.
Después de eso, Yomi abandona el béisbol, se gradúa de la secundaria e ingresa a la preparatoria Shin Koshigaya, donde vuelve a encontrarse con su amiga de la infancia Tamaki Yamazaki. Tamaki tiene la habilidad como cácher e incluso puede atrapar la bola cuando Yomi lanza con todas sus fuerzas.
Las chicas pueden cumplir su promesa de la infancia, cuando comienzan sus viajes en el béisbol de nuevo.

## Personajes
Yomi Takeda (武田 詠深 Takeda Yomi?)
 Seiyū: Kaori Maeda
Tamaki Yamazaki (山崎 珠姫 Yamazaki Tamaki?)
 Seiyū: Satomi Amano
Nozomi Takamura (中村 希 Takamura Nozomi?)
 Seiyū: Ruriko Noguchi
Sumire Fujita (藤田 菫 Fujita Sumire?)
 Seiyū: Marie Hashimoto
Risa Fujiwara (藤原 理沙 Fujiwara Risa?)
 Seiyū: Airi Eino
Ryō Kawasaki (川﨑 稜 Kawasaki Ryō?)
 Seiyū: Rina Kitagawa
Ibuki Kawaguchi (川口 息吹 Kawaguchi Ibuki?)
 Seiyū: Miyu Tomita
Rei Okada (岡田 怜 Okada Rei?)
 Seiyū: Yume Miyamoto
Shiragiku Ōmura (大村 白菊 Ōmura Shiragiku?)
 Seiyū: Rina Hon'izumi
Yoshino Kawaguchi (川口 芳乃 Kawaguchi Yoshino?)
 Seiyū: Nao Shiraki
Kyōka Fujii (藤井 杏夏 Fujii Kyōka?)
 Seiyū: Haruka Yoshimura
Kayoko Asai (浅井 花代子 Asai Kayoko?)
 Seiyū: Maaya Uchida
Chikage Asakura (朝倉 智景 Asakura Chikage?)
 Seiyū: Maki Kawase
Ayumi Ōno (大野 彩優美 Ōno Ayumi?)
 Seiyū: Anzu Haruno

## Contenido de la obra

### Manga
| N.º | Fecha de lanzamiento     | ISBN original      |
| --- | ------------------------ | ------------------ |
| 1   | 11 de noviembre de 2016  | ISBN 9784832247673 |
| 2   | 12 de junio de 2017      | ISBN 9784832248441 |
| 3   | 11 de enero de 2018      | ISBN 9784832249080 |
| 4   | 12 de julio de 2018      | ISBN 9784832249608 |
| 5   | 12 de marzo de 2019      | ISBN 9784832270756 |
| 6   | 12 de septiembre de 2019 | ISBN 9784832271173 |
| 7   | 10 de abril de 2020      | ISBN 9784832271845 |
| 8   | 12 de junio de 2020      | ISBN 9784832271968 |

### Anime
La adaptación al anime de Tamayomi fue anunciada en la edición de agosto de la revista Manga Time Kirara Forward lanzada el 24 de junio de 2019.
La serie es animada por Studio A-Cat y dirigida por Toshinori Fukushima, con guiones de Tōko Machida y diseño de personajes de Koichi Kikuta. La serie se transmitió del 1 de abril al 17 de junio de 2020 en AT-X, ABC, Nayoga TV, Tokyo MX y KBC. El tema de apertura es «Never Let You Go» de Naho, mientras que el tema de cierre es «Plus Minus Zero no Hōsoku» (プラスマイナスゼロの法則?) interpretado por el elenco del equipo de béisbol Shin Koshigaya.
| #  | Título                                                                           | Estreno             |
| -- | -------------------------------------------------------------------------------- | ------------------- |
| 1  | «Una reunión predestinada» «Unmei no Saikai» (運命の再会)                        | 1 de abril de 2020  |
| 2  | «Vamos a jugar juntas» «Issho ni yakyū yarimashō» (一緒に野球やりましょう)       | 8 de abril de 2020  |
| 3  | «Llévame contigo» «Watashi otsureteitteyo» (私を連れていってよ)                  | 15 de abril de 2020 |
| 4  | «Pitch de promesa» «Yakusoku no Ano tama» (約束のあの球)                         | 22 de abril de 2020 |
| 5  | «Racha perdedora» «Susume!! Doronuma renpai kaidō» (ススメ！！泥沼運敗街道)      | 29 de abril de 2020 |
| 6  | «Con corazones llenos de esperanza» «Kibō o mune ni» (希望を胸に)                | 6 de mayo de 2020   |
| 7  | «Cielo nocturno después de la lluvia» «Ameagari no Yozora ni» (雨上がりの夜空に) | 13 de mayo de 2020  |
| 8  | «De cero» «Zero kara» (ゼロから)                                                 | 20 de mayo de 2020  |
| 9  | «Cambia la marea» «Nagare no Tsukurikata» (流れの作り方)                         | 27 de mayo de 2020  |
| 10 | «Muéstrales lo que tenemos» «Misetsuke yarō» (見せつけてやろう)                  | 3 de junio de 2020  |
| 11 | «Este es el Nivel Nacional» «Kore ga Zenkoku Reberu» (これが全国レベル)          | 10 de junio de 2020 |
| 12 | «Lanzamiento sin remordimiento» «Kuinaku Nageyo» (悔いなく投げよう)              | 17 de junio de 2020 |